# Virus Creation Laboratory
Virus Creation Laboratory, відомий також як VCL та V.C.L. — один з перших засобів створення комп'ютерних вірусів, яким могли користуватися особи, що лише трішки вміли програмувати або взагалі не вміли.
Хакер на прізвисько "Nowhere Man" з хак групи NuKE випустив його в липні 1992 р.
Проте, пізніше виявилося, що віруси створені за допомогою Virus Creation Laboratory часто були неефективні, бо багато тогочасних антивірусних програм легко могли їх зловити. Також чимало вірусів, створених цією програмою не працювали взагалі та часто їхні вихідні коди не компілювалися. Через обмежений набір можливостей та помилки, Virus Creation Laboratory не набув популярності серед вірусописців. Вони  надавали перевагу написанню власних.